# Potenziale d'inversione

Schema di base del potenziale di membrana: i quadrati viola sono gli ioni di Potassio, i pentagoni azzurri sono gli ioni di Sodio, i cerchi gialli sono gli ioni negativi di Cloro, i rettangoli arancioni sono gli anioni cellulari provenienti da varie fonti come le proteine. In alto si trova un tipico trasporto attivo nella forma di canale ionico (qual è la pompa sodio-potassio ad esempio) con indicata la direzione del flusso ionico.

Il potenziale d'inversione è il livello di potenziale di membrana - di una membrana cellulare - con il quale il flusso di ioni si inverte di direzione.

## Descrizione
Per i canali ionici che sono permeabili solo ad un singolo tipo di ione, il potenziale d'inversione corrisponde all'equilibrio di potenziale dello ione stesso.
L'inversione del flusso di ioni dall'interno di una cellula al suo esterno e viceversa è influenzato dalla forza traente che agisce su ciascun ione.

### Forza traente
La forza traente (o driving force in inglese) di uno ione, ovvero la forza che corrisponde alla tendenza di uno ione a entrare o uscire da una membrana cellulare indipendentemente dalla permeabilità della stessa verso lo ione, dipende dalla valenza dello ione (z),dal potenziale di membrana (Vm) e dal potenziale elettrochimico (Ei) dello ione stesso:
{\displaystyle f=z(V_{m}-E_{i})}
Si ha quindi che:
- se {\displaystyle f>0}, allora il flusso è in uscita,
- se {\displaystyle f<0}, il flusso è in entrata

È inoltre possibile, conoscendo forza traente (f) e permeabilità (P) di uno ione, calcolarne il flusso (F):
{\displaystyle F=f*P}